# 비키니 환초

비키니 환초의 기

비키니 환초(Bikini Atoll/Pikinni Atoll)은 태평양 중앙과 마셜 제도에 위치한 환초로, 랄리크 열도에 속한다. 적도 북쪽에 위치하고 있고 콰잘레인 환초에서 북서쪽으로 360km, 에네웨타크 환초에서 동쪽으로 305km 떨어진 곳에 위치한다.
1946년부터 1958년까지 미국의 핵실험 장소로 쓰였다. 1946년에는 미국이 이 곳을 핵 실험(비키니 핵 실험) 장소로 쓰려고 이곳에서 살던 주민들을 이웃 산호섬인 롱겔라프 환초로 이주시켰다. 비키니 수영복은 여기서 유래된 이름이다. 2010년 8월 2일 브라질 브라질리아에서 열린 유네스코 제34차 세계유산회의에서 세계유산으로 등재되었다.
또 이 비키니 환초는 故 스티븐 힐렌버그의 네모바지 스폰지밥의 배경이 되었다.

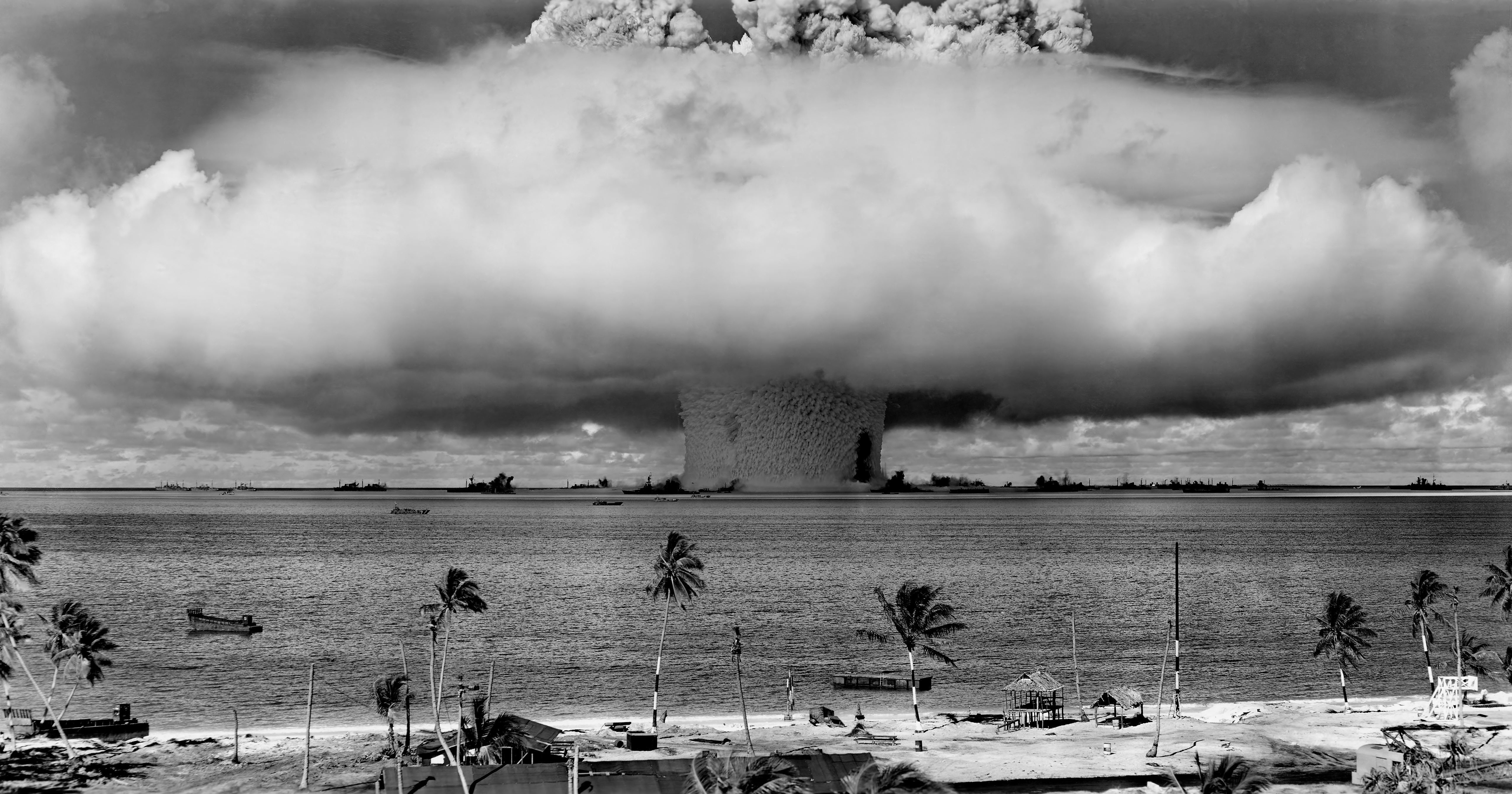
비키니 환초에서 일어난 핵 실험 모습을 촬영한 사진.

## 같이 보기
- 제5후쿠류마루